# Ailill mac Dúngaile Eilni
Aillil mac Dúngaile Eilni (mort en 690) est le 15e roi du Dál nAraidi des Cruithnes en Ulaid (Ulster) royaume régional médiéval  d'Irlande. Il est le fils de Dúngal Eilni mac Scandail († 681), un précédent souverain. et il règne de 682 à 690.

## Contexte
Aux VIe et VIIe siècles, le Dál nAraidi fait partie de la confédération de tribus Cruithnes d'Ulaid dont il est le membre dominant.  Ailill est issu d'une lignée de cette famille implantée à Eilne une plaine située entre la rivière Bann et la rivière Bush dans le centre du moderne comté Antrim, en Irlande du Nord Il est désigné comme  "Roi des Cruithnes" par les Annales fragmentaires d'Irlande. Les Annales d'Ulster notent qu'Ailill est tué sans en préciser les circonstances de sa mort.

## Postérité
Son frère Cú Chuarán mac Dúngail Eilni († 708) sera également roi de Dál nAraidi et même roi d'Ulaid  comme Cathussach mac Ailello († 749) le propre fils d'Aillil

## Sources
- (en) Gearóid Mac Niocaill, Ireland before Vikings, Dublin, Gill & Macmillan, 1972 (ISBN 0-71710-558-X), p. 138 Rulers of Dál nAraide 625-792
- (en) Francis John Byrne, Irish Kings and High-Kings, Dublin, Courts Press History Classics, 2001 (ISBN 1-851-82-196-1), p. 287 Kings of Ulster (Cruthin) Table n°7.